# Apodanthera hirtella
Apodanthera hirtella är en gurkväxtart som beskrevs av Célestin Alfred Cogniaux. Apodanthera hirtella ingår i släktet Apodanthera och familjen gurkväxter. Inga underarter finns listade i Catalogue of Life.